# سباستین هانگه
سباستین هانگه (انگلیسی: Sebastian Hähnge؛ زادهٔ ۱۱ مارس ۱۹۷۸) بازیکن فوتبال اهل آلمان است.
از باشگاه‌هایی که در آن بازی کرده‌است می‌توان به باشگاه فوتبال دینامو درسدن، باشگاه فوتبال ماگدبورگ ۱، باشگاه فوتبال کارل زایس ینا، باشگاه فوتبال هانزا روستوک، باشگاه فوتبال ویکتوریا ۱۸۸۹، و باشگاه فوتبال کمنیتس اشاره کرد.